# Tiffany Cohen
Tiffany Lisa Cohen (Culver City (Californië), 11 juni 1966) is een voormalig internationaal topzwemster uit de Verenigde Staten, die in 1984 twee gouden medailles won bij de Olympische Spelen in Los Angeles. 

## Carrière
Cohen maakte haar internationaal debuut op de wereldkampioenschappen zwemmen van 1982 in Guayaquil. Ze behaalde de bronzen medaille op de 400 meter vrije slag, achter de Oost-Duitse zwemsters Carmela Schmidt en Petra Schneider. Daarnaast werd ze nog 8e op de 200 meter vrije slag en 5e in de finale van de 800 meter vrije slag. Op de Pan-Amerikaanse Spelen 1983 behaalde ze een dubbele gouden medaille door winst op zowel de 400 meter als de 800 meter vrije slag.
In 1984 nam Cohen deel aan de Olympische Zomerspelen. Bij absentie van haar collega's uit de toenmalige DDR zegevierde de middenlange-afstandsspecialiste bij die gelegenheid op zowel de 400 als de 800 meter vrije slag.
Cohen beëindigde haar zwemcarrière in 1987, in een poging haar eetstoornis boulimie te overwinnen. De veertienvoudig kampioene van Amerika werd in 1996 opgenomen in The International Swimming Hall of Fame.

## Internationale toernooien
| Jaar | Olympische Spelen                 | WK langebaan                                              | Pan-Ams                           |
| ---- | --------------------------------- | --------------------------------------------------------- | --------------------------------- |
| 1982 |                                   | 8e 200m vrije slag · 400m vrije slag · 5e 800m vrije slag |                                   |
| 1983 |                                   |                                                           | 400m vrije slag · 800m vrije slag |
| 1984 | 400m vrije slag · 800m vrije slag |                                                           |                                   |